# 人民党事件

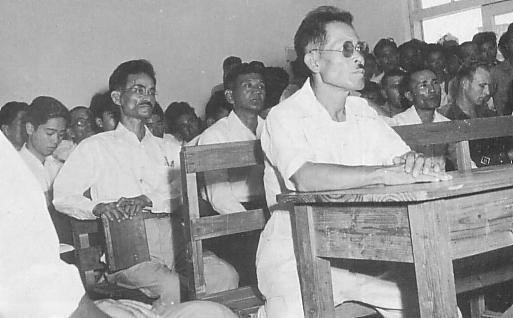
人民党事件の裁判（本を持っている人物は瀬長亀次郎）

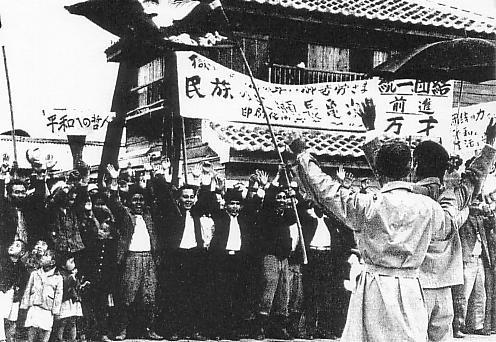
瀬長亀次郎の出所祝い

人民党事件（じんみんとうじけん）とは1954年に起きた、当時の沖縄人民党に対する事件であり、同党はいわれのない弾圧であると同地区住民に強く政治的アピールを行った。中心人物とされた瀬長亀次郎の名をとって、瀬長事件（せながじけん）ともいう。

## 事件の概要
琉球列島米国民政府は、ポツダム宣言の趣旨にそった民主主義の確立をめざした沖縄人民党の実態を非合法の「共産主義政党」として解党することをねらい、度々圧力をかけていた。
1954年7月15日、米国民政府は前年に日本復帰した奄美群島出身の人民党員2人に域外退去命令を出した。2人は官憲の目をかいくぐって7月17日以降、行方をくらませた（後に1人は逮捕、もう1人は島外に脱出した）。
米国民政府は、2人を匿っていたとして、当時の党委員長で立法院議員でもあった瀬長亀次郎らを逮捕した。米国民政府裁判所はたった1人の証言を証拠として弁護士なしの裁判にかけ、瀬長に懲役2年の実刑判決を下した。判決後直ちに沖縄刑務所へ収監し、瀬長の立法院議員の資格を剥奪した。
その間、逮捕を免れた幹部が臨時指導部を設けて組織の再建にあたった。